# Élection de Miss Excellence France 2023
 (juillet 2023).
Si vous disposez d'ouvrages ou d'articles de référence ou si vous connaissez des sites web de qualité traitant du thème abordé ici, merci de compléter l'article en donnant les références utiles à sa vérifiabilité et en les liant à la section « Notes et références ».
L’élection de Miss Excellence France 2023 est la cinquième élection du Comité Miss Excellence France qui s’est déroulé à Châteaubernard dans la région Poitou-Charentes le 29 avril 2023.
Laura Hérault succède à Garance Ravel, Miss Excellence Loire Forez 2021 et Miss Excellence France 2022.

## Classement final
| Résultat Final              | Candidate |
| --------------------------- | --- |
| Miss Excellence France 2023 | Miss Excellence Île-de-France - Laura Hérault |
| 1re dauphine                | Miss Excellence Rhône-Alpes - Océane Ducandas |
| 2e dauphine                 | Miss Excellence Pas-de-Calais - Coline Gorrée |
| 3e dauphine                 | Miss Excellence Lorraine - Léane Froment |
| 4e dauphine                 | Miss Excellence Limousin - Axelle Léger |
| Top 12                      | Miss Excellence Alsace - Laurine Putzig Miss Excellence Aquitaine - Andréa Croquet Miss Excellence Bretagne - Anaëlle Guillaud Miss Excellence Mayotte - Myriam Ahamada Miss Excellence Nord - Marion Joannes Miss Excellence Poitou-Charentes - Mélanie Siret Miss Excellence Provence-Côte d'Azur - Valentine Feral |

## Candidates
L'élection a lieu le 29 avril 2023 pour départager 22 candidates.
| Région                               | Nom                  | Âge    | Taille | Résidence            | Élue le                                 |
| ------------------------------------ | -------------------- | ------ | ------ | -------------------- | --------------------------------------- |
| Miss Excellence Alsace               | Laurine Putzig       | 20 ans | 1,72 m | Habsheim             | 18 février 2023 à Heimsbrunn            |
| Miss Excellence Aquitaine            | Andréa Croquet       | 21 ans | 1,71 m | Pau                  | 4 mars 2023 à Coutras                   |
| Miss Excellence Auvergne             | Margareth Helie-Joly | 22 ans | 1,68 m | Le Puy-en-Velay      | 11 février 2023 à Yssingeaux            |
| Miss Excellence Bretagne             | Anaëlle Guillaud     | 20 ans | 1,72 m | Grand-Fougeray       |                                         |
| Miss Excellence Centre-Val de Loire  | Kenza Bonnel         | 22 ans | 1,70 m | Orléans              | 17 décembre 2022 à Saint-Amand-Montrond |
| Miss Excellence Champagne Ardenne    | Coralie Lefevre      | 22 ans | 1,68 m | Asfeld               | 12 novembre 2022 à Troyes               |
| Miss Excellence Corse                | Ghjulianna Navarro   | 19 ans | 1,73 m | Calvi                |                                         |
| Miss Excellence Franche-Comté        | Kassandre Lux        | 23 ans | 1,78 m | Belfort              | 8 octobre 2022 à Giromagny              |
| Miss Excellence Île-de-France        | Laura Hérault        | 21 ans | 1,78 m | Asnières-sur-Seine   | 14 janvier 2023 à Montsoult             |
| Miss Excellence Languedoc-Roussillon | Morgane Plevenage    | 22 ans | 1,72 m | Pont-Saint-Esprit    | 10 décembre 2022 à Tautavel             |
| Miss Excellence Limousin             | Axelle Léger         | 18 ans | 1,82 m | Limoges              |                                         |
| Miss Excellence Loire-Forez          | Clarisse Ruel        | 18 ans | 1,70 m | Saint-Étienne        | 1er octobre 2022 à Saint-Étienne        |
| Miss Excellence Lorraine             | Léane Froment        | 18 ans | 1,72 m | Gondreville          | 28 janvier 2023 à Clouange              |
| Miss Excellence Mayotte              | Myriam Ahamada       | 18 ans | 1,79 m | Poroani              | 20 août 2022 à Sada                     |
| Miss Excellence Nord                 | Marion Joannes       | 24 ans | 1,74 m | Lille                | 8 octobre 2022 à Marquette-en-Ostrevant |
| Miss Excellence Normandie            | Clémence Roberge     | 22 ans | 1,68 m | Mont-Saint-Aignan    | 18 février 2023 à Le Petit-Quevilly     |
| Miss Excellence Pas-de-Calais        | Coline Gorrée        | 23 ans | 1,72 m | Bully-les-Mines      | 28 janvier 2023 à Bully-les-Mines       |
| Miss Excellence Pays de Loire        | Lisa-Marie Chenot    | 18 ans | 1,68 m | La Chapelle-d'Aligné | 25 février 2023 à Durtal                |
| Miss Excellence Poitou-Charentes     | Mélanie Siret        | 20 ans | 1,68 m | Tonnay-Charente      | 21 janvier 2023 à Saujon                |
| Miss Excellence Provence-Côte d'Azur | Valentine Feral      | 25 ans | 1,72 m | Nice                 | 26 novembre 2022 à Plan-de-Cuques       |
| Miss Excellence Réunion              | Samira Mussard       | 19 ans | 1,68 m | Sainte-Marie         | 11 février 2022 à L'Étang-Salé          |
| Miss Excellence Rhône-Alpes          | Océane Ducandas      | 24 ans | 1,70 m | Voiron               | 12 décembre 2022 à Tullins              |

## Déroulement de la cérémonie[3]
La cérémonie est présentée pour la cinquième année consécutive par Philippe Risoli.
L’élection est retransmise à la télévision sur les chaînesTL7, TV7, Mayotte 1re, Réunion 1re et Télé Gohelle.

### Jury
Le jury est composé de neuf personnalités :
- Claudia Meyer (Présidente du jury) : guitarise, compositrice interprète, coach vocal
- Dominique Rocheteau: footballeur
- Soma Riba : compositeur, interprète
- Philippe Lavil chanteur
- Marie Billon : chanteuse
- Plastic Bertrand: chanteur, musicien, auteur-compositeur, producteur, présentateur
- Candice Parise : chanteuse, comédienne
- Philippe Candeloro : patineur artistique
- Pierre Billon : chanteur, compositeur, directeur artistique